# 柳家さん助 (3代目)
三代目 柳家 さん助（やなぎや さんすけ、1975年〈昭和50年〉8月16日 - ）は、茨城県常陸太田市出身の落語家。落語協会所属。本名∶益子 敦。出囃子∶「夜祭り」

## 経歴

柳家さん助定紋のひとつ「さんがい松」 二代目から譲り受けたもの

2000年7月、柳家さん喬に入門。前座名は「さん角」。9月に初高座、場所は国立演芸場の柳家さん喬独演会、演目は『蝿小咄』。
2004年7月に柳家初花、林家ほや平、柳家右太楼と共に二ツ目に昇進し、四代目柳家さん弥を襲名。2011年、第22回北とぴあ若手落語家競演会大賞を受賞。
2015年3月21日、三遊亭司、柳家小傳次、四代目桂右女助、柳家海舟、四代目入船亭扇蔵、二代目金原亭馬治、二代目金原亭馬玉、さん助、柳家燕弥、三遊亭彩大の十名で真打昇進、三代目柳家さん助を襲名。

## 芸歴
- 2000年
  - 7月 - 柳家さん喬に入門。
  - 11月 - 前座となる、前座名「さん角」。
- 2004年7月 - 二ツ目昇進、「四代目柳家さん弥」と改名。
- 2015年3月 - 真打昇進、「三代目柳家さん助」を襲名。

## 演目
- 黄金の大黒
- 雁風呂
- 子別れ
- 三助の遊び
- 三人旅
- しゃっくり政談
- 松竹梅
- だくだく
- 莨の火
- 玉川上水の由来
- 胴斬り
- 長者番付
- 二十四孝
- ねずみ
- 雛鍔
- 兵庫舟
- 妾馬
- もぐら泥
- やかん
- やかんなめ
- らくだ

## 人物
趣味∶そぞろ歩き。

## 著書
- 柳家さん喬一門本 ～世にも奇妙なお弟子たち～　＊さん喬と弟子たち共著（秀和システム、2021年1月）ISBN 978-4798063287